# Leo Putz

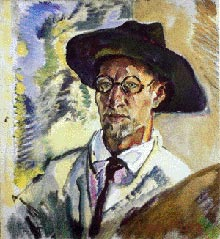
Leo Putz, zelfportret

Leo Putz (Meran, Zuid-Tirol, Oostenrijk-Hongarije, 18 juni 1869 - Meran, Zuid-Tirol, Italië, 21 juli 1940) was een Italiaans kunstschilder. Zijn vroege werk wordt gerekend tot de jugendstil, later werkte hij vooral in de stijl van het impressionisme.

## Leven en werk
Putz studeerde aan de 'Akademie der Bildenden Künste' te München en daarna aan de Académie Julian te Parijs. Terug in München werd hij een van de voormannen van de jugendstil. Hij sloot zich aan bij de Sezession en was in 1899 mede-oprichter van kunstenaarsvereniging 'Die Scholle'. Eind negentiende eeuw droeg hij regelmatig bij aan het bekende jugendstil-tijdschrift Die Jugend.
Vanaf 1901 werkte Putz veel 'en plein air' en verschoof zijn stijl van de jugendstil naar het impressionisme, soms ook met invloeden van het expressionisme. Hij schilderde vooral vrouwenfiguren, regelmatig ook naakten. Aan het einde van zijn leven schilderde hij vooral landschappen in Zuid-Tirol, vaak met burchten en kastelen.
In 1905 werd Putz aangesteld als professor aan de Münchense kunstacademie. hij huwde in 1913 de kunstschilderes Frieda Blell. Van 1929 tot 1933 woonde en werkte hij in Zuid-Amerika. Putz verzette zich openlijk tegen het nationaalsocialisme, dat zijn werk als 'Entartete Kunst' aanmerkte. Hij overleed in 1940 na een operatie, 71 jaar oud. Zijn werk is te zien is diverse Duitse en Oostenrijkse musea, waaronder het Münchner Stadtmuseum en de Städtische Galerie im Lenbachhaus, maar bijvoorbeeld ook in het Museo Nacional de Bellas Artes te Buenos Aires.

## Galerij

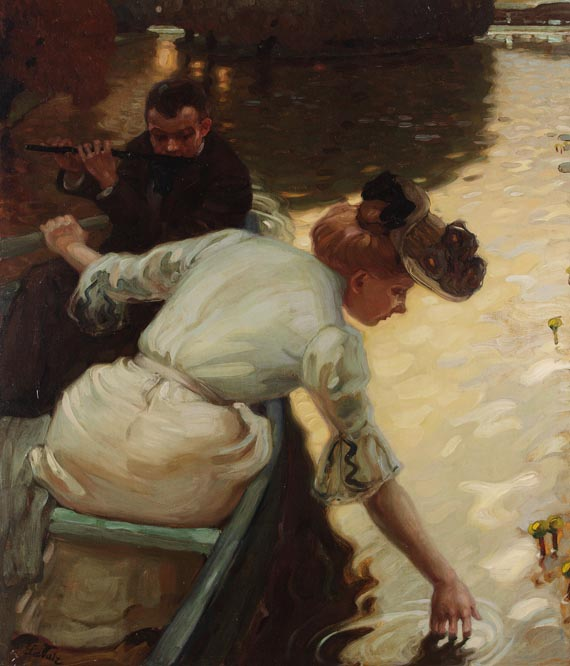
Kalme dag, 1902
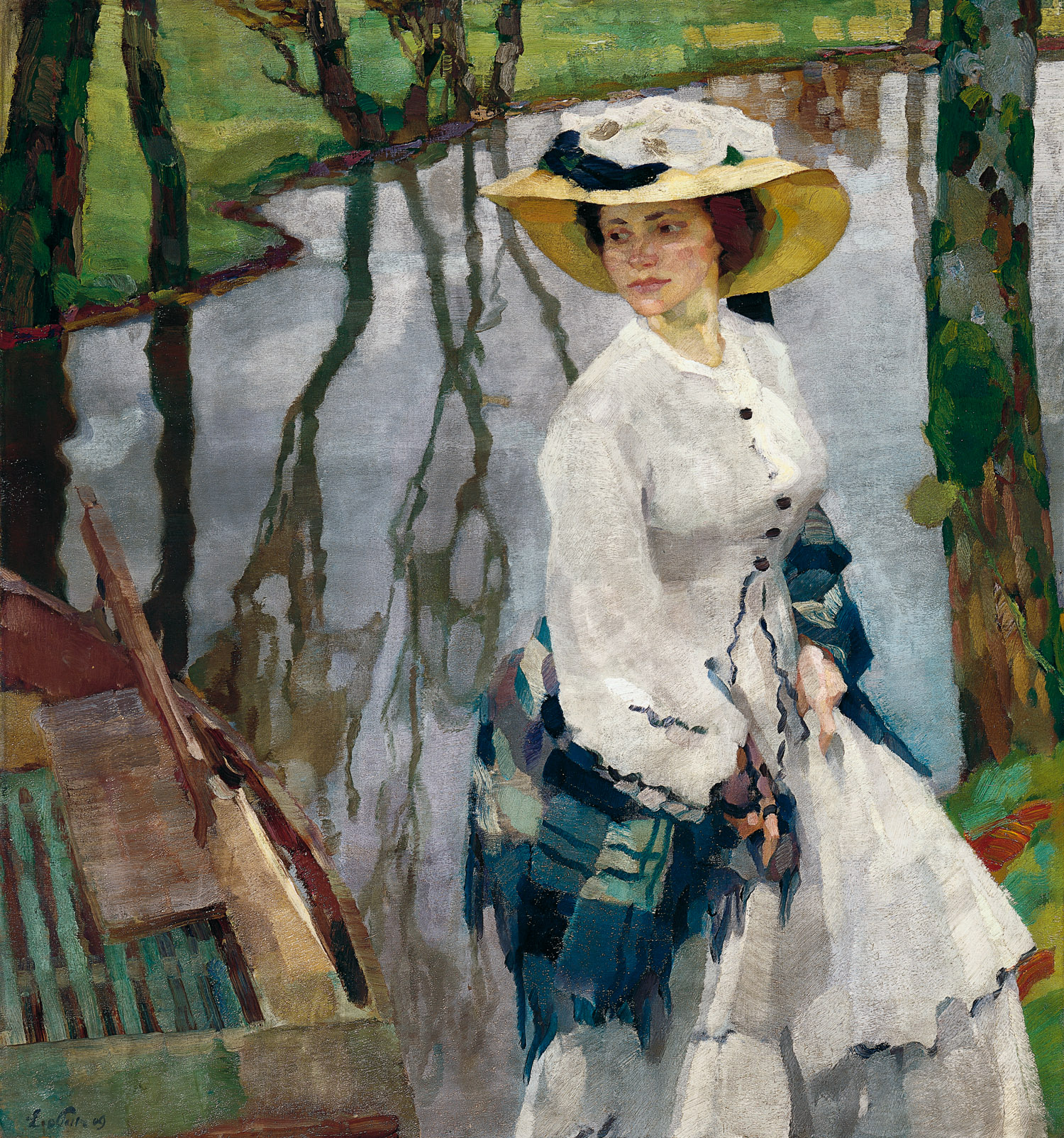
Aan de oever, 1909 (Frieda)
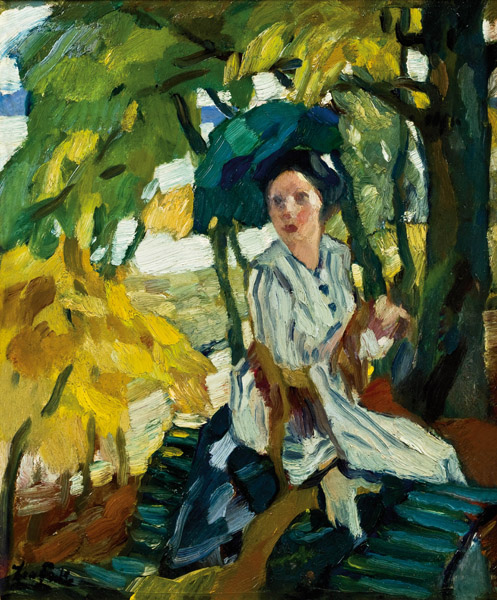
Frieda
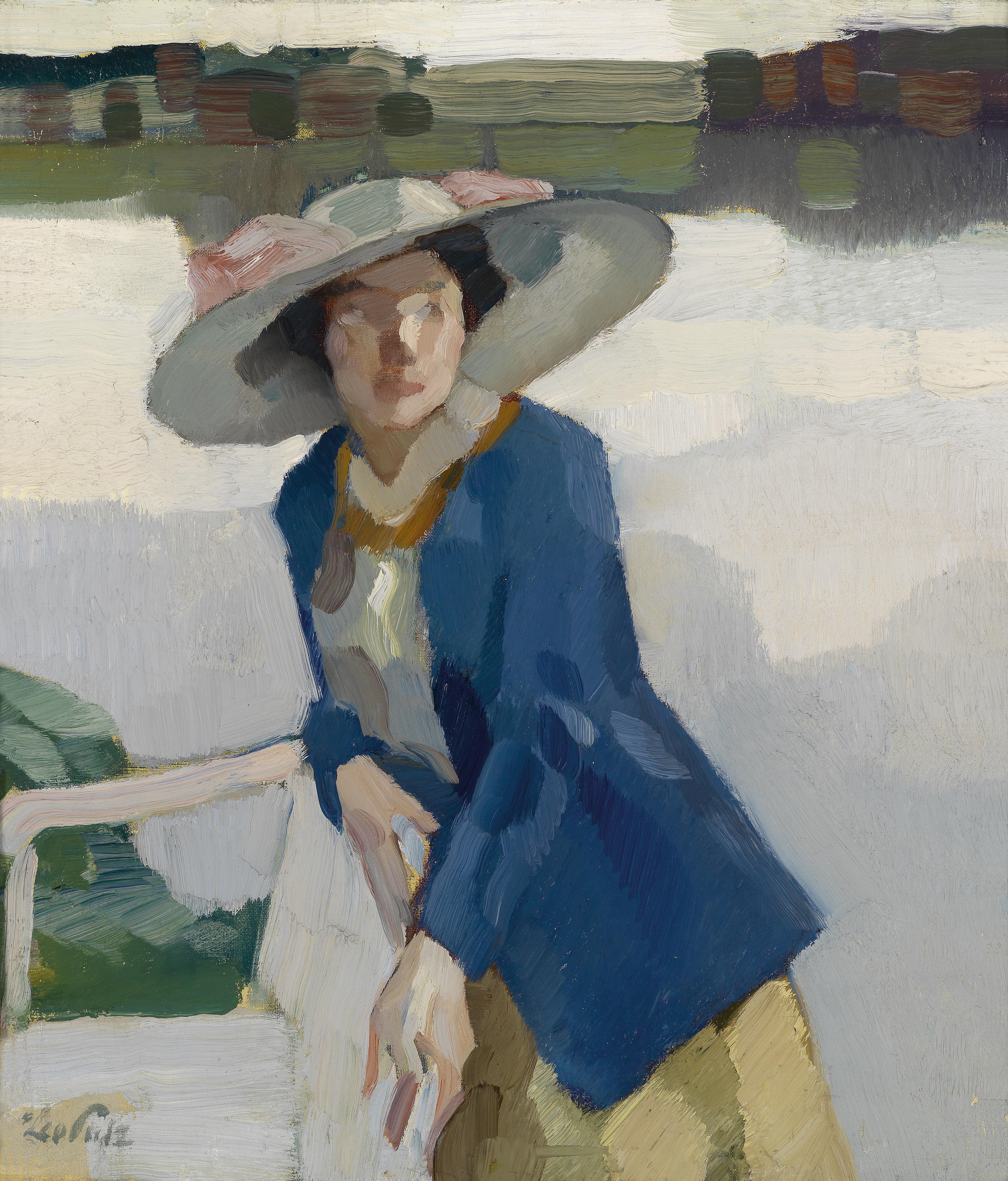
Frieda aan de Langbürgner See, 1909/1910
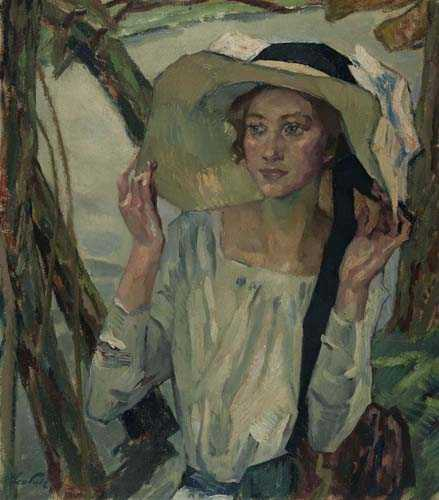
Vrouw met Florentijnse hoed
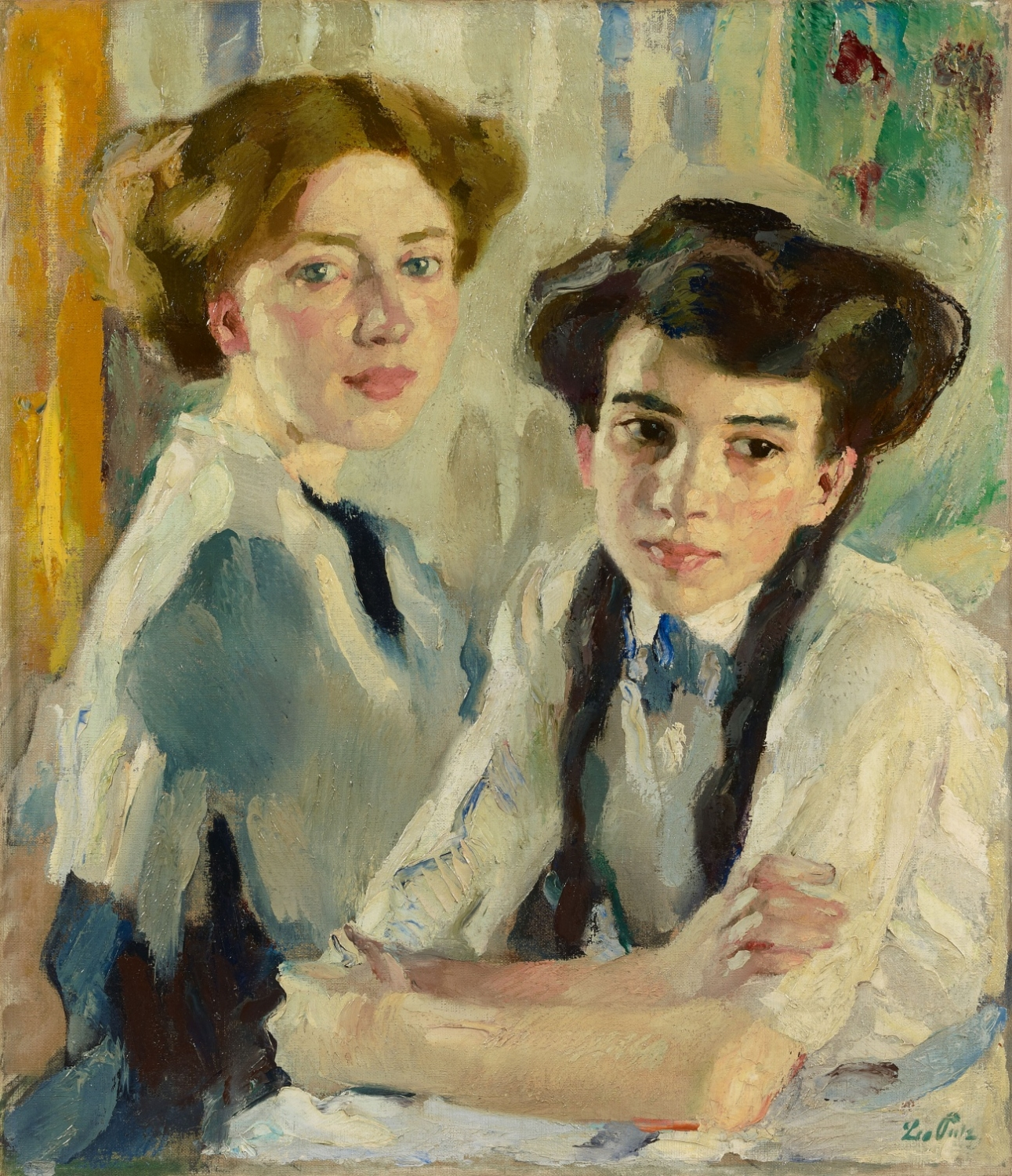
Blond en brunette
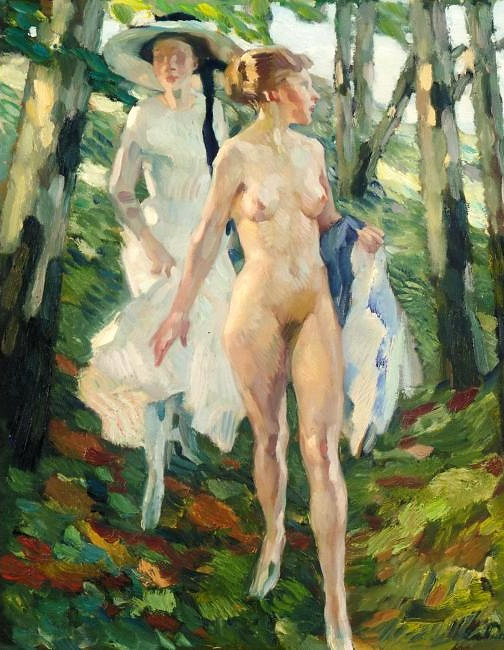
Twee meisjes in het bos
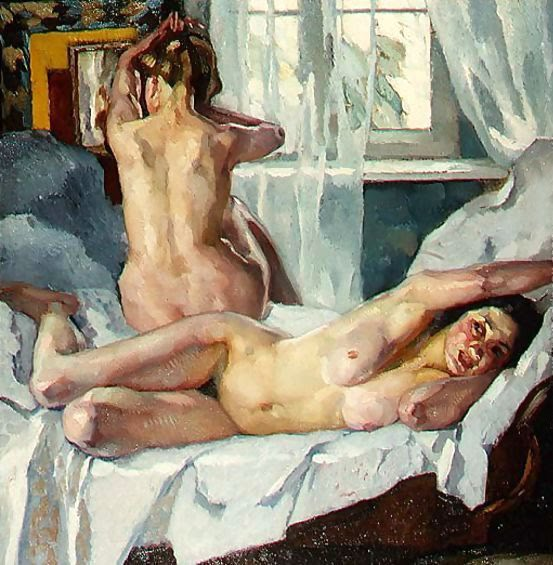
Naakte vrouwen
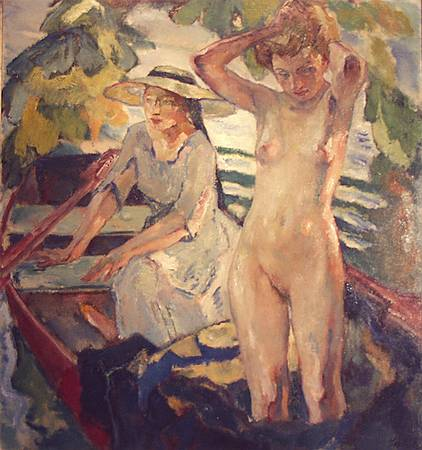
Twee vrouwen in de boot
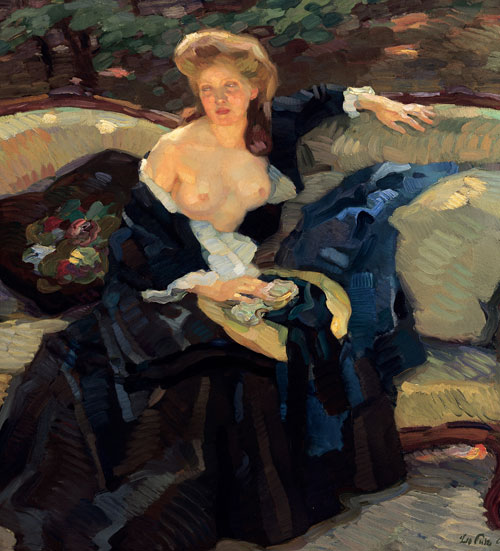
Zomerdromen